# Valence (linguistique)
Pour les articles homonymes, voir Valence.
La valence est un trait syntaxique des verbes et de quelques noms et adjectifs. On appelle valence d'un terme le nombre d'actants qu'il peut recevoir ou qu'il doit recevoir pour être saturé, c'est-à-dire constituer un syntagme grammaticalement correct.

## Chez Tesnière
La théorie de la valence a surtout été développée par le linguiste français Lucien Tesnière, qui a popularisé la métaphore de la valence chimique, empruntée à Charles Peirce,. Lucien Tesnière compare le verbe à « une sorte d'atome crochu susceptible d'exercer son attraction sur un nombre plus ou moins élevé d'actants, selon qu'il comporte un nombre plus ou moins élevé de crochets pour les maintenir dans sa dépendance ». Dans la terminologie de Tesnière, le sujet est appelé prime actant ; le complément d'objet direct, second actant, et le complément d'objet indirect, tiers actant. Tesnière reprend ici le schéma de la phrase canonique.

## Valence verbale
Par exemple, la valence du verbe dormir est de 1 (on dit aussi qu’il est monovalent), car son seul actant est son sujet ; autrement dit, il n’accepte pas de complément. Par exemple, dans « Je dors », le verbe dors n'est rattaché syntaxiquement qu'au sujet je, et il est impossible de lui ajouter un complément (on ne peut pas dire : *« Je dors quelque chose », *« Je dors à quelque chose », etc.).
Le verbe manger est de valence 2 (bivalent). Dans « Elle mange un fruit », mange est rattaché syntaxiquement à deux actants : le sujet (elle) et le complément (un fruit).
Le verbe donner est trivalent. Dans « Il donne le marteau à Jeanne », le verbe donne a trois actants : un sujet (il), à un complément d'objet direct (le marteau) et à un complément d'objet indirect (à Jeanne).
En français, il existe quelques verbes quadrivalents ; par exemple :
- le verbe traduire : « On traduit des paroles d'une langue vers une autre ». Le verbe est rattaché à un sujet, un COD et deux COI.
- le verbe acheter : « Je lui ai acheté sa maison cinquante mille euros. » Le verbe a quatre actants : un sujet (Je), un COD (sa maison), un COI (lui) et un complément essentiel de mesure (cinquante mille euros).

Un verbe peut être de valence nulle (avalents) : par exemple, les verbes impersonnels : pleuvoir, neiger, etc.[réf. nécessaire] Dans certaines langues, les verbes impersonnels ne sont pas tous avalents. Ainsi, en latin, dans « Me pudet alicuius » (littéralement « Il y a de la honte en moi à propos de quelque chose », c’est-à-dire : « J'ai honte de quelque chose »), le verbe pudet n'a pas de sujet mais a un complément d'objet direct et un complément d'objet indirect.

## Valence nominale
Certains noms sont en réalité des nominalisations d'actions verbales[réf. nécessaire]. La notion de valence leur est donc applicable.
Par exemple, dans la proposition « Cette loi s'applique à d'autres cas. », on constate que le verbe s'appliquer est bivalent : il a un sujet et un complément d'objet. De la même manière, dans le GN prédicatif « L'application de cette loi à d'autres cas. », le nom prédicatif application est bivalent.
Autre exemple : dans « La Grèce a été envahie par les Barbares. » le verbe envahir est bivalent, puisqu'il a un sujet (agent) et un complément d'objet, ou encore, au passif, un sujet (patient) et un complément d'agent ; donc si l'on prend la structure nominalisée « L'invasion de la Grèce par les Barbares... », alors on peut dire que le nom prédicatif invasion est bivalent, puisqu’il a un sujet et un complément d'agent.

## Valence adjectivale
Certains adjectifs ont une valence non nulle et un complément, appelé complément de l'adjectif : dans « Il est différent de moi », de moi est complément de l'adjectif différent. Certains adjectifs n'ont pas besoin d'un complément, voire ne peuvent pas en avoir : rond, confortable, idiot, etc.
La valence de l'adjectif ne modifie pas la valence du verbe dans un phrase.
Le complément est introduit par les prépositions à, de, pour, contre, envers, avec, en :
- Il est las de tout.
- Il est semblable à lui-même.
- Il est furieux contre son professeur.
- Il est généreux envers ses parents.
- Il est taillé pour la lutte.
- Il est aimable avec tout le monde.
- Il est fort en latin.
- Il est enclin à t’aider.
- Il est (spécialement) conçu pour toi.

## Compléments essentiels et compléments non essentiels
La valence d'un verbe est déterminée une fois pour toutes par le sens qui lui est donné dans un dictionnaire.[réf. nécessaire]
Ainsi, on peut rattacher au verbe dormir un complément circonstanciel (« je dors dans mon lit »), il n'en reste pas moins monovalent, car le complément circonstanciel n'est pas un complément essentiel.
Inversement, on peut utiliser le verbe traduire avec un seul complément : « Je traduis le polonais », au sens de « mon métier est traducteur de polonais ». Le verbe traduire n'en reste pas moins quadrivalent, car cette quadrivalence lui est essentielle, même si elle est parfois sous-entendue : « je traduis (des textes) du polonais (vers une autre langue) ».

## Modification
Le verbe parler peut être monovalent : « il parle », ou bien bivalent, « il parle à Jean » (deux actants, le sujet-acteur il et le bénéficiaire-objet indirect Jean), au moyen d'un changement du sens contextuel et non du verbe. Ce verbe parler peut changer de valence avec un changement de sens presque imperceptible. Un grand nombre de verbes changent de valence avec plus ou moins de modification de sens :
Par exemple, le verbe monovalent vivre devient bivalent dans « il vit sa vie », par restriction du sens du verbe vivre.
Inversement, le verbe trivalent donner devient monovalent par extension de son sens dans « j'ai déjà donné ».
Enfin, certains verbes ont toujours la même valence, comme pour les verbes qui apportent peu d'informations sur la situation, comme faire : « je fais quelque chose », et non « *je fais ».
D'autre part, la périphrase verbale actantielle (se) faire + infinitif modifie systématiquement la valence d'un degré supplémentaire en ajoutant un actant de plus dans le procès-verbal initial.
Ainsi, un verbe avalent devient monovalent : « il pleut », « ce dieu fait pleuvoir la foudre », un verbe monovalent devient bivalent : « Pierre dort », « j'essaye de faire dormir Pierre », « il est tombé dans le fossé », « je le fais tomber dans le fossé », un verbe bivalent devient trivalent : « j'aime Vivaldi », « je fais aimer Vivaldi à mon épouse », un verbe trivalent devient quadrivalent : « il a acheté un cadeau à Marie », « il a fait acheter un cadeau à Marie par son domestique », « Lucien s'offre un cadeau », « Lucien se fait offrir un cadeau par une amie ».
Il y a des langues qui ne permettent pas de tels changements de valence.